# Enseña Chile
Enseña Chile es una organización chilena sin fines de lucro, que se basa en el modelo de Teach For America, organización que provee de profesores a escuelas de los niveles socioeconómicos más bajos de Estados Unidos. El programa se implementa de manera similar en Chile, es decir, profesionales que no necesariamente tienen título de profesor, se desempeñan como maestros durante dos años a tiempo completo, en los establecimientos educacionales más vulnerables del país.

## Historia
Varios años después de la creación de Teach For America, un grupo de jóvenes profesionales chilenos que realizaban posgrados en Estados Unidos, conocieron este programa. Desde ese momento comenzaron a estudiar la posibilidad de aplicar esta iniciativa en Chile. En 2006, mientras este país vivía la revolución de los estudiantes secundarios, el grupo de profesionales logró reunirse con Wendy Kopp, fundadora de Teach For America.
Enseña Chile fue fundada formalmente en 2008, al lograr adaptar el programa estadounidense a la realidad y a las necesidades chilenas. En 2009 comenzó a trabajar la primera generación de profesores entrenados por Enseña Chile.

## Misión y visión
La visión de Enseña Chile es que «un día todos los niños en Chile recibirán educación de calidad». Su misión es «construir una red de agentes de cambio con la convicción y perspectiva necesarias para impactar el sistema educacional, primero desde la experiencia en la sala de clases y luego desde distintos sectores del sistema».

## Su labor
Enseña Chile se dedica a proporcionar profesores a los establecimientos educacionales vulnerables de las regiones Metropolitana, Valparaíso, Tarapacá, BíoBío, Los Lagos,  Araucanía, Los Ríos y Aysén. La organización selecciona, prepara y acompaña a los futuros profesores para desempeñarse como tales, durante un período de dos años, a tiempo completo. Además del aporte realizado en las escuelas, Enseña Chile busca que los profesionales que participen del programa generen un compromiso personal con la educación de su país, con el propósito de que cuando se desempeñen en sus carreras de origen puedan producir un cambio en el sistema educacional.
La organización intenta impactar positivamente en el aprendizaje de los niños, además de devolverles aquellos sueños y aspiraciones que han perdido a causa de la falta de oportunidades a lo largo de sus vidas.
Para llevar a cabo el programa, todos los años se realiza el siguiente proceso:
- Difusión: comienza la publicidad de la fundación y se busca profesionales en las universidades.
- Selección: se desarrolla un riguroso proceso de selección donde se evalúa a los postulantes buscando en ellos distintas competencias. La selección se realiza en dos etapas, la primera mediante una postulación en el sitio web oficial, y la segunda una selección sobre la base de entrevistas personales y trabajos grupales.
- Asignación de las escuelas: los establecimientos educacionales que participan en el proyecto son seleccionados de acuerdo a criterios definidos. El director y el sostenedor de la escuela deben apoyar la misión de la organización. Además, los establecimientso que son ayudados por Enseña Chile están en claras condiciones de vulnerabilidad (según SIMCE) y deben trabajar enfocándose en resultados.